# Challenge to Lassie
 Challenge to Lassie és una pel·lícula de Richard Thorpe estrenada el 1949.

## Argument
Com a gos que s'ha fet gran a Escòcia, Lassie s'ha criat per ser un gos pastor. Però quan el seu amo és mort, el pobre gos no té altre remei que plorar sobre la seva tomba.

## Repartiment
- Edmund Gwenn: John Traill
- Donald Crisp: Jock Gray
- Geraldine Brooks: Susan Brown
- Reginald Owen: Sergent Davie
- Alan Webb: James Brown
- Henry Stephenson: Sir Charles Loring
- Ross Ford: William Traill
- Alan Napier: Lord Provost
- Arthur Shields: Doctor Lee
- Lumsden Hare: MacFarland
- Charles Irwin: Sergent major
- Pal (Colley): Lassie

I, entre els actors que no surten als crèdits:
- Mary Gordon: Una veïna
- Doris Lloyd: La propietària

## Rebuda
Segons la MGM la pel·lícula va aconseguir 850.000 dòlars als Estats Units i Canadà i 330.000 a la resta del món, suposant uns 156.000 dòlars de benefici pels estudis.